# Arsenid gallitý
Arsenid gallitý (také arsenid gallia), chemický vzorec GaAs, je sloučenina gallia a arsenu. Je to významný polovodič typu III-V, používaný při výrobě integrovaných obvodů pracujících v oboru mikrovln, infračervených a polovodičových laserů a fotovoltaických článků.

## Příprava a chemické vlastnosti
Arsenid gallitý lze připravit syntézou z prvků, čehož se v průmyslu často využívá.
1. pěstování krystalu v horizontální peci (Bridgman–Stockbargerova metoda), kdy páry gallia a arsenu reagují a deponují se na povrchu zárodečného krystalu v chladnější části pece
2. LEC metoda (Czochralski)

Teoreticky je možné připravit arsenid gallitý také reakcí arsanu a gallia:
2 AsH3 + 2 Ga → 2 GaAs + 3 H2
Alternativní metody výroby GaAs jsou:
1. reakce plynného gallia a chloridu arsenitého:
2 Ga + 2 AsCl3 → 2 GaAs + 3 Cl2
2. MOCVD reakce trimethylgallia a arsanu:[1]
Ga(CH3)3 + AsH3 → GaAs + 3 CH4

Oxidace GaAs probíhá již na vzduchu, tím dochází ke zhoršení vlastností polovodiče. Povrch lze pasivovat depozicí kubického sulfidu gallnatého pomocí organosulfidů gallia.